# Đô thị nhỏ gọn
Đô thị nhỏ gọn hay còn có tên gọi khác là đô thị nén (Compact City) là tên gọi do Dantzig và Saaty đưa ra từ năm 1973 và được thông dụng tại châu Âu, trong khi tại Bắc Mỹ tên gọi "tăng trưởng thông minh" (Smart Growth) được ưa chuộng hơn.

## Khái niệm
"Đô thị nhỏ gọn là đô thị có mật độ định cư cao, diện tích nhỏ nên chủ yếu phát triển về chiều cao và không gian phía trên, ít phụ thuộc vào xe ô tô cá nhân, có ranh giới rõ ràng với các khu vực xung quanh, có khả năng tự cung cấp đầy đủ dịch vụ, sử dụng hỗn hợp đất đai một cách đa dạng tức là phát triển các khu vực đô thị đa chức năng (cư trú, làm việc, học hành, mua sắm và giải trí), để tạo điều kiện cho phần lớn người dân hàng ngày có thể đến các nơi cần thiết chỉ bằng đi bộ, xe đạp và giao thông công cộng".

## Ưu điểm
Theo quan điểm phát triển bền vững, đô thị nhỏ gọn có nhiều ưu điểm như:
- Về môi trường, giảm phát thải KNK do ít xe ô tô hơn, tiêu thụ năng lượng tiết kiệm hơn nhờ hệ thống kết cấu hạ tầng được tập trung gọn;
- Về kinh tế, sử dụng tài nguyên đất và nước hợp lý hơn; tiết kiệm chi phí đi lại, chi phí đầu tư và quản lý hạ tầng;
- Về xã hội, tạo cộng đồng gần gũi gắn kết với nhau hơn, thuận lợi cho việc lan truyền kiến thức, phát huy tư duy sáng tạo và đổi mới.

## Đánh giá
- Giám đốc Ngân hàng Thế giới tại Việt Nam Victoria Kwakwa đưa ra khuyến nghị trong bài báo Đô thị hóa ở Việt Nam đứng trước ngã ba đường[3]: "Với nguy cơ BĐKH thì Việt Nam nên chuyển hướng tập trung phát triển thành phố gọn, mật độ cao, tiết kiệm năng lượng mà vẫn đảm bảo nhu cầu nhà ở và việc làm cho mọi người".
- Ông Dean Cira chuyên gia của Ngân hàng Thế giới, người phụ trách thực hiện Báo cáo rất công phu về "Đánh giá Đô thị hóa ở Việt Nam" [4] khi trả lời phỏng vấn của Tuổi Trẻ Cuối tuần (14/4/2012)[5] đã nhận xét: "Dường như các đô thị ở Việt Nam đang phát triển theo chiều rộng thay vì theo chiều sâu. Chẳng hạn Hà Nội đã trở thành một trong những thành phố rộng nhất thế giới…Khi mở rộng như vậy, chính quyền sẽ phải đầu tư rất nhiều vào các đô thị vệ tinh trong khi nhu cầu chính nằm ở Hà Nội".
- Ông Frank Schwartze, Phó Giám đốc Chương trình Nghiên cứu Siêu đô thị, Đại học Kỹ thuật Cottbus, Đức khuyến nghị trong hội thảo: "Ứng phó với biến đổi khí hậu và Sử dụng năng lượng tiết kiệm, hiệu quả trong công trình xây dựng của Bộ Xây dựng", tổ chức ở Hà Nội vào tháng 4/2010: "Các đô thị kiểu như TPHCM là đô thị có cấu trúc hạ tầng phức tạp, nhiều kênh rạch nên gặp không ít khó khăn để lồng ghép bảo vệ môi trường với phát triển đô thị vào dự án. Vì thế, phát triển đô thị tại những nơi như vậy phải tính đến độ nén. Tức là thành phố nên phát triển theo chiều cao, chiều thẳng đứng với những toà nhà, khu chung cư cao tầng chứ không nên phát triển dàn trải theo chiều ngang với những chung cư năm tầng, bảy tầng hay trên 10 tầng như hiện nay. Yếu tố nén ở đây không phải nói đến việc tất cả các khu đô thị tại TPHCM, mà chỉ nên nén ở mức độ vừa phải, thay vì những tòa nhà chọc trời. Đó cũng là cách để tiết kiệm quỹ đất xây dựng vốn đã không đủ đáp ứng nhu cầu nhà ở của cư dân TPHCM hiện nay."
- TS Phạm Sỹ Liêm - Viện trưởng Viện Nghiên cứu Đô thị và Phát triển Hạ tầng viết trong nghiên cứu: "Đô thị nhỏ gọn là hình thái đô thị thích ứng với biến đổi khí hậu" như sau: "…Trong giai đoạn phát triển mới này, tôi nghĩ rằng hình mẫu đô thị nhỏ gọn rất nên được các đô thị lớn và cực lớn của nước ta (đô thị loại 1 và loại đặc biệt) nghiên cứu vận dụng vì nó là hình thái đô thị bền vững trong bối cảnh nước ta đất chật người đông nhưng lại thuộc số các quốc gia phải chịu hậu quả nặng nề nhất của biến đổi khí hậu toàn cầu…."

## Một số ví dụ thành công về đô thị nhỏ gọn trên thế giới
Có thể kể ra nhiều ví dụ thành công về đô thị nhỏ gọn tại các nước như:
- Portland, Hoa kỳ: diện tích: 376,5 km2 (trong đó diện tích đất liền 347,9 km2, diện tích mặt nước: 28,6 km2); dân số (năm 2009): 582.130 người; mật độ: 1655,31 người/km2; thành phố có 3 quận.
- Freiburg, Đức: diện tích: 153,07 km2; dân số: 217.547 người; mật độ: 1.421 người/km2; thành phố có 41 quận.
- Thủ đô Canberra, Australia: diện tích: 805,6 km2, dân số (năm 2006): 388.072 người, mật độ: 481,7 người/km2.
- Hồng Kông, Trung Quốc: diện tích: 1103 km2, dân số (năm 2009): 7.055.071 người; mật độ: 6076,4 người/km; Hồng Kông có 18 quận.
- Singapore: diện tích: 692,7 km2, dân số (năm 2000): 4.117.700 người, mật độ: 6.389 người/km2.